# Фойя
37°18′54″ пн. ш. 8°35′47″ зх. д. / 37.315088888889° пн. ш. 8.5963083333333° зх. д.
Фойя — це гора заввишки 902 м у Португалії на захід від Моншике. Гора, що належить до Серра-де-Моншике, є найвищою вершиною в історичній провінції Алгарве, а отже, і в південній Португалії.

## Класифікація
Найвищою вершиною материкової Португалії є гора Торре заввишки 1993 м у гірському хребті Серра-да-Ештрела в центральній Португалії. Вулкан з однойменною назвою на острові Піку, що є частиною Азорських островів, є найвищою вершиною Португалії заввишки 2351 м.

## Деталі
На горі є кілька веж ліній електропередач та вітрова електростанція.

## Примітки

Панорама